# Regiotrans
Régio Calatori est une compagnie ferroviaire privée dont le siège est à Brasov, en Roumanie. Elle a été fondée en 2005 et est exclusivement active dans le secteur du transport passager. A l'heure actuelle, Régiotrans exploite environ 200 services ferroviaires par jour.
(Caile Feà Regio-Trate Trans Brasov, en Roumanie) a acquis un lot de 19 autorails de type X 4500 : avec les numéros 4504, 4512, 4515, 4520, 4522, 4534, 4542, 4546, 4553, 4564, 4565, 4571, 4572, 4578, 4587, 4600, 4606, 4624 et 4626.